# Afriqiyah Airways Flight 771
Afriqiyah Airways Flight 771 var en schemalagd internationell flygning som gjordes av Afriqiyah Airways och var en Airbus A330-202 med registreringsnummer 5A-ONG. Flygningen gick mellan Johannesburg i Sydafrika och Tripoli i Libyen. Den 12 maj 2010 havererade planet cirka klockan 06.10 lokal tid på morgonen (04:10 UTC). 104 personer var i planet: 93 passagerare och 11 besättningsmedlemmar. Av alla de 104 personerna i planet var det bara en som överlevde: En 9 år gammal pojke från Nederländerna.
Holländska utrikesdepartementets talesman Ad Meijer sade att den överlevande pojken inte hade några livshotande skador. Saif al-Islam Gaddafi och kapten Sabri Shadi, chefen för Afriqiyah Airways, besökte pojken på sjukhuset i Libyen. Den 15 maj 2010 fördes han av ambulansflyget till Eindhoven, Nederländerna.
Den prisbelönta sydafrikanska författaren Bree O'Mara var en av dem som förolyckades vid haveriet.